# 2009 en basket-ball
Chronologie du basket-ball
2008 en basket-ball - 2009 en basket-ball - 2010 en basket-ball
Les faits marquants de l'année 2009 en basket-ball

## Février
- 13 au 15 février : NBA All-Star Game 2009: l'équipe de Conférence Ouest remporte la rencontre sur le score de 146 à 119. Kobe Bryant et Shaquille O'Neal sont élus co-MVP. Dans le match du Rookie Challenge, les Sophomores battent l'équipe des Rookies par 122 à 116. Kevin Durant est le MVP de cette rencontre.
- 19 février : Pau Gasol a été désigné joueur européen de l'année par la FIBA Europe[1]. Pour sa part, Ricky Rubio est nommé espoir européen de l'année pour la seconde année consécutive[2]. Chez les femmes, la Russe Maria Stepanova est élue meilleure joueuse européenne pour la troisième fois[3].

- 21 février, Coupe de Russie : victoire de l'UNICS Kazan sur le Dynamo Moscou par 81 à 60.
- 22 février, Semaine des As : victoire du Mans sur Orléans par 74 à 64.
- 22 février, Coupe du Roi : victoire du Tau Vitoria sur l'Unicaja Málaga par 100 à 98 (après prolongation).
- 22 février, Coupe d'Italie : victoire du Montepaschi Siena sur La Fortezza Bologna par 70 à 69.
- 22 février, Coupe de Grèce : victoire du Panathinaïkos sur l'Olympiakós par 80 à 70.

## Avril
- 2 au 5 avril : Final eight de l'ULEB Eurocup 2008-2009 : le club lituanien de Lietuvos Rytas remporte la compétition au détriment des Russes de BC Khimki Moscou sur le score de 80 à 74.

Voir Coupe ULEB de basket-ball 2008-2009
- 3 et 5 avril : Final Four de l'Euroligue féminine: les Russes du Spartak région de Moscou remportent pour la troisième année consécutive l'Euroligue, battant en finale les Espagnoles Salamanque qui étaient les hôtes du tournoi. Les Russes de UMMC Iekaterinbourg remportent la troisième place aux dépens des Hongroises de Sopron.

Voir Euroligue féminine de basket-ball 2008-2009
- 4 et 6 avril : Final Four du Championnat NCAA : les Tar Heels de l'Université de Caroline du Nord à Chapel Hill remportent leur cinquième titre, après ceux de 1924, 1957, 1982, 1993 et 2005. Ils battent en finale les Spartans de l'Université de l'État du Michigan sur le score de 89 à 72.

- 5 et 7 avril : Final Four du Championnat NCAA féminin : les UConn Huskies de l'Université du Connecticut remportent le titre NCAA en disposant des Louisville Cardinals de l'Université de Louisville sur le score de 76 à 54.
- 9 avril : Les Turques du Galatasaray SK İstanbul remportent l'Eurocoupe féminine en battant les Italiennes de Tarente CB sur le score de 82 à 61 après avoir perdu le match aller 55 à 67.
- 24 et 26 avril : Final Four de l'EuroChallenge : La Virtus Bologne remporte le titre en disposant, à domicile, de Cholet Basket sur le score de 77 à 75.

## Mai
- 1er et 3 mai : Euroligue : le club grec du Panathinaïkos remporte son cinquième trophée dans cette compétition aux dépens du CSKA Moscou sur le score de 73 à 71 lors du Final Four de Berlin. En demi-finale, les deux équipes avaient éliminé respectivement l'Olympiakós Le Pirée et le FC Barcelone.

voir : Euroligue de basket-ball 2008-2009
- 17 mai : Coupe de France féminine : victoire de Bourges sur Tarbes  sur le score de 68 à 63.
- 17 mai : Coupe de France : victoire de Le Mans sur Nancy par 79 à 65.

## Juin
- 4 au 14 juin : les Lakers de Los Angeles remportent le titre NBA en triomphant du Magic d'Orlando par quatre victoires à une, 100 à 75 (à Los Angeles), 101 à 96 (Los Angeles), 104 à 108 (Orlando), 99 à 91 (Orlando) et 99 à 86 (Orlando). Kobe Bryant remporte le titre de NBA Finals MVP. Le titre de MVP de la saison est remporté par LeBron James.

Voir Playoffs NBA 2009
- 18 juin : le FC Barcelone remporte le championnat d'Espagne en battant en trois manches le Tau Vitoria. Le club catalan a gagné à Barcelone le dernier match par 90 à 77. C'est quinzième titre de son histoire.
- 20 juin : l'ASVEL Lyon-Villeurbanne remporte son 17e titre en battant en finale l'Entente Orléanaise Loiret sur le score de 55 à 41.
- 7 au 20 juin : la France remporte son deuxième titre européen en battant en finale du Championnat d'Europe 2009 la Russie sur le score de 57 à 53. L'Espagne termine à la troisième place. Le titre de MVP revient à la Grecque Evanthía Máltsi.

## Principaux champions nationaux 2008-2009

### Hommes
- National Basketball League : South Dragons bat Melbourne Tigers 3–2.
- championnat de Belgique de basket-ball : Spirou Charleroi bat Dexia Mons-Hainaut 3–0
- Chinese Basketball Association : Guangdong Southern Tigers bat Xinjiang Flying Tigers 4–1.
- A1 liga Ožujsko : Cibona bat Zadar 3–1.
- Championnat de République tchèque : ČEZ Nymburk bat Geofin Nový Jičín 4–0.
- Eredivisie : MyGuide Amsterdam bat Eiffel Towers Den Bosch 4–3.
- Pro A : ASVEL Basket bat Orléans 55–41 en finale.
- Basketball-Bundesliga : EWE Baskets Oldenburg bat Telekom Baskets Bonn 3–2.
- ESAKE : Panathinaikos bat  Olympiakós 3–1.
- Championnat d'Iran : Mahram Téhéran bat Zob Ahan 2–0.
- Ligue israélienne de basket-ball : Maccabi Tel Aviv bat Maccabi Haifa 85–72 en finale.
- LegA : Montepaschi Siena bat Armani Jeans Milano 4–0
- Lietuvos Krepšinio Lyga : Lietuvos Rytas Vilnius bat Žalgiris Kaunas 4–1.
- Championnat du Monténégro : Budućnost Podgorica bat Primorje 3–0.
- Philippine Basketball Association : San Miguel Beermen bat Barangay Ginebra Kings 4–3.
- Dominet Bank Ekstraliga : Asseco Prokom Sopot bat Turów Zgorzelec 4–1.
- Superligue : CSKA Moscou bat Khimki Moscou Region 3–1.
- Naša Sinalko Liga : Partizan Belgrade bat Étoile rouge de Belgrade 3–2.
- UPC Telem ach : Union Olimpija bat KK Domžale 3–0.
- Liga ACB : Regal FC Barcelona bat TAU Cerámica 3–1
- Championnat de Turquie de basket-ball : Efes Pilsen bat Fenerbahçe Ülkerspor 4–2
- Championnat d'Ukraine : Azovmach Marioupol bat BC Donetsk 3–0
- British Basketball League : Newcastle Eagles bat Everton Tigers 87–84 en finale.
- Ligue adriatique : Partizan Belgrade bat Cibona Zagreb  63–49.
- Ligue baltique : Lietuvos rytas Vilnius bat Žalgiris Kaunas 97–74.

### Femmes
- WNBA, saison WNBA 2009 :
  - Conference Est : Indiana Fever
  - Conference Ouest : Phoenix Mercury
  - WNBA Finals : Mercury bat Fever 3–2.
- Euroligue : Euroligue 2009 : Spartak région de Moscou  bat HA Salamanque 85 à 70

### Handibasket
- Coupe d'Europe 2009 :
  - Coupe des Clubs champions (EuroCup 1) :  Galatasaray SK bat  RSV Lahn-Dill (82-73)
  - Coupe André Vergauwen (EuroCup 2) :  Santa Lucia Sport Roma bat  Milton Keynes Aces (59-39)
  - Coupe Willi Brinkmann (EuroCup 3) :  ASV Bonn bat  CP Mideba (74-64)
  - Challenge Cup (EuroCup 4) :  BADS Sardegna Quartu Sant'Elena bat  Beit Halochem Tel Aviv (84-48)
- Nationale A :
  - Hyères HC bat CS Meaux (2 manches à 0)

## Août
- 5 au 15 août: l'Angola remporte pour la sixième fois consécutive le titre de Championnat d'Afrique en battant en finale la Côte d'Ivoire sur le score de 82 à 72.

- 6 au 16 août : l'Iran remporte le Championnat d'Asie de basket-ball 2009 en battant la Chine sur le score de 70 à 52.

- 27 et 30 août : la France obtient la dernière place participative au championnat d'Europe 2009 en battant la Belgique lors de la finale des barrages.

## Septembre
- 26 août au 6 septembre : le Brésil remporte le Championnat des Amériques en battant en finale Porto Rico.

- 7 au 20 septembre : l'Espagne remporte le premier titre européen de son histoire en remportant le Championnat d'Europe. En finale, elle triomphe de la Serbie sur le score de 85 à 63, la Grèce remportant la médaille de bronze en battant la Slovénie 57 à 56. c'est l'Espagnol Pau Gasol qui est nommé MVP de la compétition.

voir : Championnat d'Europe de basket-ball 2009
- Lisa Leslie termine sa carrière de basketteuse par une défaite en finale de la Conférence Ouest de la WNBA, battue deux manches à une par Phoenix Mercury.

## Octobre
- 9 au 18 octobre : le Sénégal remporte le Championnat d'Afrique féminin en battant en finale le Mali sur le score de 72 à 57.

- La franchise des Phoenix Mercury remporte le titre WNBA en battant en finale Indiana Fever trois victoires à deux. Diana Taurasi remporte les titres de WNBA Most Valuable Player et WNBA Finals MVP[4].

Voir Saison WNBA 2009